# Thác Nà Khoang
Thác Nà Khoang là thác ở bản Nà Khoang thị trấn Nà Phặc huyện Ngân Sơn tỉnh Bắc Kạn, Việt Nam .
Thác Nà Khoang nằm cách trung tâm thị trấn Nà Phặc khoảng 6 km. Thác nằm ở chân Đèo Gió, cạnh quốc lộ 3 và khu vực thác có diện tích khoảng 12 ha. Thác Nà Khoang là nơi hợp thành của hai con suối lớn, suối Nà Đeng chảy qua khe núi Lũng Chang, một con suối nhỏ bắt nguồn từ đỉnh núi Phia Sliểng chảy từ hướng Tây Nam xuống khoảng 88 m thì hợp thủy với dòng suối Nà Đeng, với độ dốc lớn đã tạo thành hệ thống thác 4 tầng dài khoảng 600m, chiều rộng trung bình 15m, sau đó chảy xuống suối Bản Mạch. Phía trên thác còn có một hồ nước nhỏ trong xanh có thể sử dụng làm nơi bơi lội.
Khu vực xung quanh thác chủ yếu là rừng tái sinh, có độ che phủ trung bình từ 75 đến 85%, có nhiều loài động vật như chim, sóc, bò sát, cá sinh sống. Cư dân ở đây đều là dân tộc H'Mông, Dao.